# Edwidge Danticat
Edwidge Danticat (Puerto Príncipe, 19 de enero de 1969) es una escritora haitiana-estadounidense, novelista y cuentista.

## Primeros años
Danticat nació en Puerto Príncipe, Haití. Cuando  tenía dos años, su padre André inmigró a Nueva York, seguido dos años más tarde por su madre Rose. Danticat y su hermano más joven se quedaron en Haití, donde fueron criados por su tía y tío. Cuando se le preguntó en una entrevista sobre sus tradiciones como niña, incluyó contar historias, la iglesia y constantemente estudiar material escolar como partes de su crecimiento. A pesar de que su educación formal en Haití era en francés, ella habla haitiano criollo en casa.
Mientras estaba en Haití, Danticat empezó escribir a los nueve años. A la edad de 12, se muda a Brooklyn, Nueva York, para unirse sus padres en un barrio fuertemente haitiano- americano. Como adolescente inmigrante, la desorientación de Edwidge  en su entorno nuevo era una fuente de incomodidad y usó la literatura como consuelo. Danticat no se dio cuenta del racismo hasta que fue a la universidad, debido a la protección de su comunidad. Dos años más tarde publicó su primer texto en inglés, Una Navidad haitiano-americana: Cremace y Teatro Creole, en Conexiones de Juventud Nueva, una revista escrita por adolescentes publicada por Comunicación de Juventud. Más tarde escribió otra historia sobre su experiencia de inmigración para Conexiones de Juventud Nueva, Un Nuevo Mundo Lleno de Desconocidos. En la introducción de Empezando por Mí, una antología de historias de la revista, Danticat escribió, "Cuando terminé el texto [sobre la inmigración], sentí que mi historia estaba inacabada, así que  escribí un cuento, que más tarde se convirtió en un libro, mi primera novela: Palabras, Ojos, Memoria...Escribir para Conexiones de Juventud Nueva me había dado una voz. Mi silencio fue destruido completamente, indefinidamente".
Después de graduarse del Instituto Clara Barton  en Brooklyn, Nueva York, Danticat estudió en Barnard Universidad en la ciudad de Nueva York donde se graduó Phi Beta Kappa en 1990. Inicialmente tenía la intención de estudiar para ser enfermera, pero su amor por escribir ganó y recibió un BA en Literatura francesa. También recibió un máster en Bellas Artes de Escritura Creativa de Brown University en 1993.

## Carrera
En 1993, ganó un máster en Bellas Artes en Escritura Creativa de Brown University —su tesis, titulada "Mi vuelta en el fuego – una novela abreviada", era la base para su novela Palabras, Ojos, Memoria que  fue publicada por Soho Press en 1994. Cuatro años más tarde se convirtió en un Oprah's Book Club Selection.
La revista literaria Granta preguntó a libreros, bibliotecarios y críticos literarios a quién nominar para mejor autor joven del país. Los estándares eran que la persona tiene que ser una ciudadana americana menor de 40 años y tenía que haber publicado al menos una novela o colección de cuentos antes del 31 de mayo de 1995. En 1997, a la edad de 27, entre otros 19 finalistas, Danticat fue nombrada una de las mejores autoras jóvenes del país.
Desde que completó su MFA, Danticat ha enseñado Escritura Creativa en la Universidad de Nueva York y en la Universidad de Miami. También ha trabajado con los cineastas Patricia Benoit y Jonathan Demme, en proyectos sobre arte haitiano y documentales sobre Haïti. Sus cuentos han aparecido en más de  25 periódicos y han sido antologados varios veces. Su trabajo ha sido traducido a numerosas lenguas, incluyendo japonés, francés, coreano, alemán, italiano, español y sueco.
Danticat es una fuerte defensora de los asuntos que afectan a haitianos y haitianas en el extranjero y en casa. En 2009, dejó su voz y palabras en Poto Mitan:  Mujeres haitianas Pilares de la Economía Global, un documental sobre el impacto de la globalización sobre cinco mujeres de diferentes generaciones.

## Vida personal
Danticat se casó con Fedo Boyer en 2002. Tienen dos hijas, Mira y Leila.
A pesar de que Danticat reside en Estados Unidos, todavía considera que Haití es su casa. Para registrar, todavía visita Haití de vez en cuando y siempre ha sentido como si nunca lo dejó.

## Temas

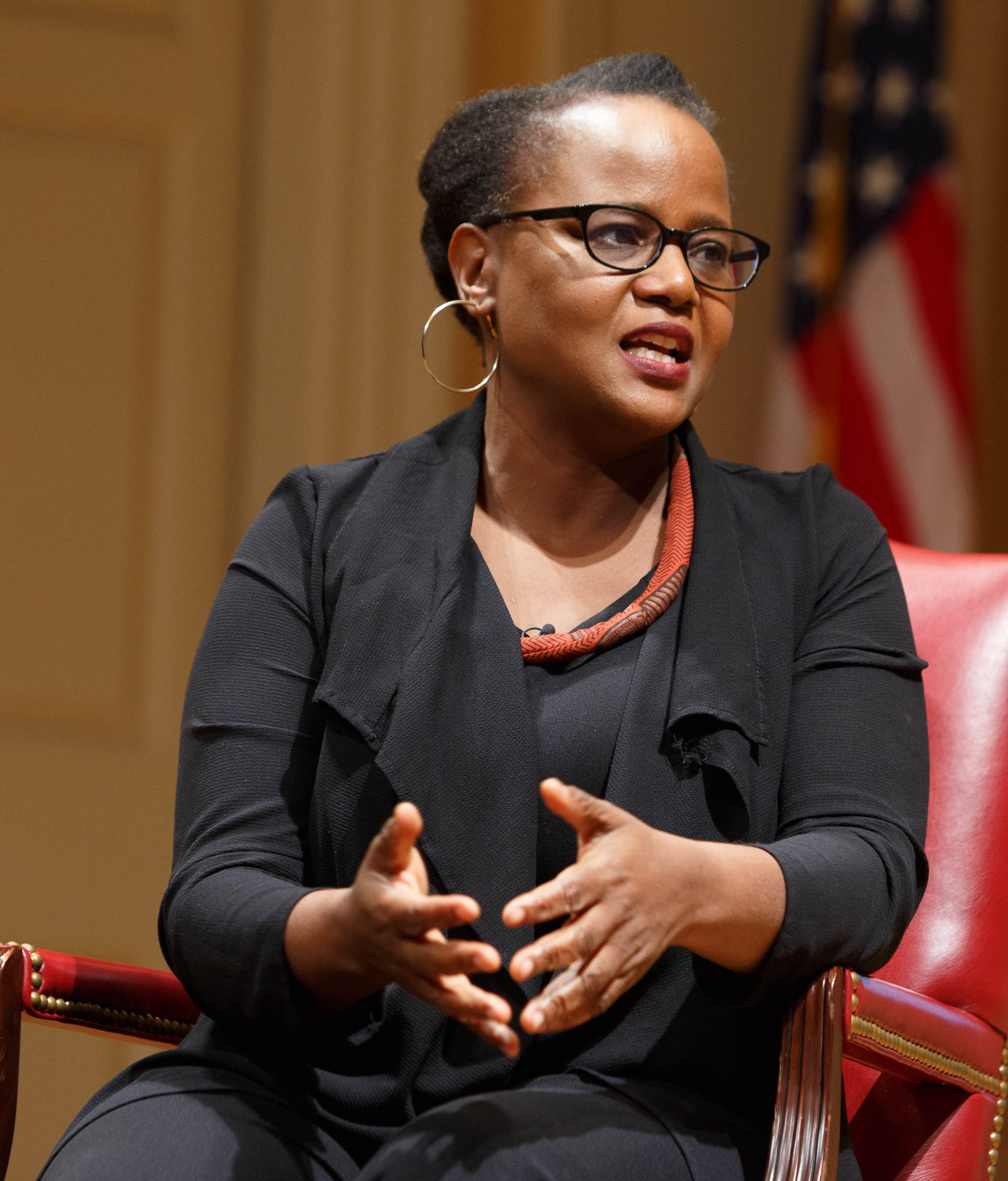
Danticat hablando en 2019

Tres temas son prominentes en varios análisis del trabajo de Edwidge Danticat: identidad nacional, relaciones madre-hija y política diásporica.

### Identidad nacional
Las y los becarios de Danticat frecuentemente examinan el tema de la identidad nacional. En Respiración, Ojos, Memoria, Danticat explora la relación entre mujeres y la agenda nacionalista del Estado durante el régimen de Duvalier. En toda la novela, generaciones de mujeres "prueban" a sus hijas penetrando sus vaginas con un dedo para confirmar su virginidad, se convierten en "ejecutoras" o poderes del Estado, "violencia y victimización" de los cuerpos de las mujeres negras (376–377) [i], similares a los paramilitares Tonton Macoutes. Aun así, mientras las mujeres de Respiración, Ojos, Memoria replican "la vulneración estatal", control y violación de los cuerpos de las mujeres a través de actos de violencia (375), ellas también "interrumpen y desafían el masculinista discurso nacionalista" del Estado utilizando sus cuerpos "como armas mortíferas" (387) [i]. La evidencia de este reclamo puede ser entendida desde el suicidio de Martine, visto como exposición trágica de libertad, liberando su cuerpo y mente, de sus traumas pasados [i]. Además, la novela demuestra algunas dificultades inherentes al crear un identidad de diáspora, cuando ilustra a través de la lucha de Sophie entre unirse con su patrimonio y abandonar lo que percibe como la dañina tradición de 'testear,' sugiriendo la imposibilidad de crear un identidad creol resuelta [ii]. Finalmente, el trabajo de Danticat, La Agricultura de Huesos, habla de las historias de quienes sobrevivieron la  masacre de 1937 y los efectos de aquel trauma en la identidad haitiana [iv]. En general, Danticat hace saber la historia de su nación mientras también diversifica concepciones del país más allá de la victimización [iii].

### Relaciones de Madre-Hija
En Respiración, Ojos, Memoria Danticat explora la centralidad de la relación madre-hija con la identidad propia y la autoexpresión [v]. Las experiencias de Sophie reflejan aquellas de su madre Martine. Tanto como Martine fue forzada para entregar a una prueba de virginidad por la mano de su madre propia, ella fuerza lo mismo en Sophie después de descubrir su relación con Joseph. Como resultado, Sophie pasa por un periodo de auto-odio, avergonzada de mostrar su cuerpo a cualquiera, incluyendo a su marido (80) [viii]. Las luchas de Sophie; para vencer la frigidez en la relación e intimidad con su marido Joseph, así como su bulimia paralela, Martine lucha por tener un hijo bajo los términos de Marc, también lucha contra su insomnio y sus perjudiciales hábitos alimenticios (61–62) [v]. Debido a la violación de Martine por un Tonton Macoute y el abuso de Sophie por su madre, "cada mujer debe llegar a un acuerdo con ella misma antes de que pueda introducirse en una relación sana con un hombre, y este hombre intenta conocer a estas mujeres en sus propios últimos términos" (68) [vi].
El pináculo de este espejo viene cuando Sophie escoge ser madre de Marassa, un doble de ella para su madre, para compartir el dolor, las pruebas y las dudas, la conexión definitiva: para devenir una con su madre. Marassa representa "igualdad y amor" en uno, son "inseparables e idénticos. Les encanta uno al otro porque  son parecidos y siempre juntos" [vii]. Esta conexión entre Sophie y su madre Martine también ha sido desafiada a través de la propia conexión de Sophie con su hija Brigitte: "Martine es totalmente nihilista reniega empezar otra vez con las responsabilidades de drenar comentarios sobre la maternidad y posiciones en contraste al deseo amoroso de Sophie para traer su hija Brigitte en bienvenida" (79) [viii].

### Política diásporica
Las y los becarios están de acuerdo que Danticat dirige su relación con su historia haitiana y su identidad bi-cultural a través de trabajos por crear un espacio nuevo dentro de la esfera política. En Respiración, Ojos, Memoria, Danticat emplea la "idea de tradiciones móviles" como medios de crear espacio nuevo para identidad haitiana en América, aquello tampoco es una "hibridación feliz" ni una "creolización aproblemática" en Flatbush Brooklyn (28) [ix]. Danticat hace referencia abierta y acepta sus predecesores del Caribe, especialmente a través de las "narrativas magníficas de los icónicos padres muertos de la literatura haitiana" crea una "nueva comunidad [...] En luminal espacios extra-nacionales" que "sitúan su narrativa" en un sitio que tampoco es "pertenencia absoluta" ni "falta de lugar postcolonial" (34) [ix]. Sugestivo del movimiento literario haitiano Indigenista, en qué trabajos buscaron para conectar a la tierra de Haití y la "situación de la clase villana" (55) [x], la realidad compleja de Sophie en Respiración, Ojos, Memoria encapsula la experiencia transnacional (61) [x]. Traducciones de Respiración, Ojos, Memoria, especialmente en Francia, contiene alteraciones leves y "torpes" sustituciones de términos del creol/caribeño esto cambia la empoderada postura de Danticat a una de victimización, espejeando la faceta de lucha de autores por un espacio político nuevo donde la identidad dual del Caribe está aceptada (68) [x]. Los cuentos de Danticat  en Krik? Krak! demuestran "un entramado simbólico en conjunto" de sus trabajos y las comunidades transnacionales, incluyendo "haitianos, inmigrantes, mujeres, [y] madres e hijas," que intenta unir (75) [xi]. A través de "expresar la intersubjetiva experiencia de una comunidad" Danticat se distingue de otros autores de prosa haitianos (73, 76) [xi]. Crea un espacio para los "sin voz" de aquellos incapacitados de "hablar de su experiencia individual" (76) [xi]. Los cuentos de Danticat  defienden una experiencia indivisible, una que políticamente se alinea con un "régimen igualitario de derechos y  estado de derecho" (81) [xi]. El espacio político en que tal experiencia única puede existir es significativo, a través del cual, la identidad transnacional de Danticat y sus personajes pueden sobrevivir.
Otro trabajo de Danticat es su narrativa de viaje: Después del Baile: Un Paseo a través de Carnaval en Jacmel, Haití (2002). Ella cree que proporciona a los lectores una mirada interior y un sentido del legado cultural de Haití.Ella se embarca en un viaje, a través de su trabajo, para recuperar las marcas culturales perdidas de Haití mientras también está siendo marcada por el privilegio geopolítico haitiano y por su propio privilegio de movilidad. Debido a su privilegio de ambulante, se considera una "outsider" de Jacmel aunque sea originaria de Haití. Explica: "Esta es la primera vez que seré una activa reveler en el carnaval de Haití. Estoy preocupada que tal admisión parecería extraña para alguien a quien el carnaval es una de las pasiones en la vida...Como niña que vivía en Haití...Nunca fui dejada para 'unirme el carnaval' ...  Era considerado inseguro para mí...Desde que tuve un deseo intenso de unirme al carnaval como los extraños niños americanos desean unirse al circo, mi tío por años hiló aterradores cuentos alrededor para mantenerme afuera." Ella dijo en su narrativa que al volver a Jacmel "todavía llevaba mi máscara propia de observador distante." Debido a esto, aconseja sus lectores observar su trabajo desde la perspectiva de un regreso diásporico más que desde un insider.

## Premios y honores
Danticat ha ganado premios de ficción desde las revistas Essence y Diecisiete, estuvo nombrada "1 de 20 personas que en su veinte años harán una diferencia" en el bazar de Harper, presentada en la Revista de The New York Times como una  de "30 debajo 30" personas por mirar y se apellidó una de las "15 Gutsiest Mujeres del Año" por la revista Jane.
- 1994 Premio de Ficción a Escritora Caribeña
- 1995 Premio Logro de Mujer, Barnard Universidad
- Premio de cuento Pushcart por Entre la Piscina y el Gardenias
- Nombramiento de Premio de Libro nacional por Krik? Krak!
- 1996 revista Granta Mejor Novelista Joven de América[18]
- Beca Lila-Wallace de Reader's Digest
- 1999 Premio del Libro Americano por La Agricultura de Huesos
- El Premio Internacional Flaiano para literatura
- El Premio Super Flaiano por La Agricultura de Huesos
- 2005 El Premio de Historia por El Quebrantador
- 2005 Premio Anisfield-Wolf Book por El Quebrantador[19]
- 2007 Nombramiento al Premio Nacional del Libro  por Hermano, estoy Muriendo.
- 2007 Premio del Círculo Nacional de Críticos del Libro por Hermano, estoy Muriendo
- 2008 Premio Literario Dayton de Paz por Hermano, estoy Muriendo
- 2009 Programa de Becas MacArthur subvención de genios
- 2009 El Nicolás Guillén Premio de Literatura Filosófica, Asociación Filosófica del Caribe
- 2011 Medalla Langston Hughes, Universidad de ciudad de Nueva York
- 2011 OCM Bocas Premio para Literatura del Caribe por Crear Peligrosamente
- 2012 Grado Honorario, Smith College
- 2013 Grado Honorario, Yale University[20]
- 2014  Medalla para Excelencia en Ficción Andrew Carnegie, shortlist por Claire de la Luz de Mar[21]
- 2014 Pen Oakland – Premio Literario Josephine Miles
- 2017 Doctor Honorario de Letras (DLitt) grado de la Universidad de las Indias Del oeste Campus Abierto[22][23]
- 2017 Neustadt Premio Internacional para Literatura[24]
- 2019 Premio del Círculo  Nacional de Críticos del Libro (Ficción) ganador por Todo Dentro[25]
- 2020 El Premio de Historia por Todo Dentro[26]
- 2020 Fundación Vilcek Premio en Literatura[27]

### Recepción crítica
Edwidge Danticat es una autora, creadora y participante en múltiples formas de cuentacuentos. The New York Times ha remarcado en Danticat  la capacidad de crear un “retrato emotivo y una ilustración vívida” como una “novelista y memorista consumada”.  El Nuevo Yorker ha presentado cuentos y ensayos de Danticat en múltiples ocasiones y revisiones y critica su trabajo regularmente. Su escritura fue antologada, incluyendo en 2019 Nuevas Hijas de África (editado por Margaret Busby).
La derivación creativa de Danticat ha incluido cinematografía, cuentos, y recientemente literatura infantil. El ruiseñor de Mama  el ruiseñor fue escrito para compartir la historia y separación familiar de inmigrantes haitianos. El libro combina las capacidades narradoras de Danticar y el trabajo de la consumada artista Leslie Staub. Publicado en 2015 por Penguin Random House, el libro de los niños dice "un sentido cuento de la separación padres-niños y la inmigración...Con emocionantes ilustraciones...Y muestra cómo cada niño y niña tiene el poder de hacer una diferencia". Una revisión en el New York Times dijo que El ruiseñor de Mama "inspirará no sólo empatía para las luchas de inmigración infantil, pero además admiración" de Danticat y Staub, también.
En otras búsquedas creativas, Danticat ha trabajado en dos películas, Poto Mitan y Girl Rising. La última ha recibido gran cantidad de prensa, en gran parte debido al poder de las estrellas implicada en la película (incluyendo Anne Hathaway, Chloë Gracia Moretz, Liam Neeson, Meryl Streep, Alicia Llaves y Kerry Washington). En la película, Danticat era encargada de narrar la historia de Wadley de Haití. Girl Rising estuvo definida por Washington Post como "un largo y altamente eficaz PSA diseñado para impulsar un compromiso por conseguir educación apropiada para todas las mujeres jóvenes, en todas partes el globo".
En Crear Peligrosamente: El Artista Migrante en el Trabajo, Danticat cuenta su propia historia como parte de la diáspora haitiana. Crea Peligrosamente fue inspirado por la lectura de Albert Camus "Crea Peligrosamente" y su experiencia como un autor y creador que definió su arte como "un revuelta contra todo lo fugaz e inacabado en el mundo". En Crear Peligrosamente, Danticat está admirada por "escribir sobre tragedias y culturas desaparecidas" y cómo "acepta que por algún accidente existe y tiene el poder de crear, así que lo hace." NPR reseñó positivamente Crea Peligrosamente y el viaje a través de "la inminente pérdida [qué] hace cada detalle y persona a quien somos introducidos más luminosos y preciosos." Fue escogido por la Universidad de Kansas como el Libro Común 2018-2019, el cual fue distribuido a todo alumnado de  primer año en la Universidad.
Danticat publicó su primera novela a la edad de 25, y desde entonces ha sido entusiasmada por críticos y miembros de audiencia igualmente. Algunas de sus novelas más conocidas incluyen El quebrantador; Hermano, estoy Muriendo; Krik? Krak! ; y Respiración, Ojos, Memoria. Cada una de estas novelas ha ganado premios incluyendo el Premio Nacional del Libro, El Premio de Historia, y el Premio del Círculo Nacional de Crítico de Libros. Danticat normalmente escribe sobre las diferentes vidas de las personas que viven en Haití y en los Estados Unidos, utilizando su propia vida como inspiración para sus novelas, típicamente destaca temas de violencia, de clase, problemas económicos, disparidades de género y familia.
El Quebrantador es una colección de cuentos que  puede ser leído junto o por separado y detalla las entremezcladas vidas de diferentes personas en Haití y Nueva York. Escrito en el New York Times, Michiko Kakutani dijo: "Cada cuento en 'El Quebrantador' puede estar en su belleza propiamente hecha, pero  pueden juntos, como piezas de rompecabezas, crear un cuadro de la historia terrible de este hombre y sus víctimas después de la vida." Fue valorado cuatro de cinco estrellas por Goodreads. Hermano, estoy Muriendo es una novela autobiográfica que cuenta su historia de estar en Haití y moviéndose a los Estados Unidos, enamorándose, y teniendo un niño. Esto es uno de los libros de Danticat  mejor valorados y estuvo nombrado Top 10 de los libros americano africanos No-ficción por Booklist en 2008. Para Jess Fila del New York Times,  está "dándonos una memoria cuyo  prosa clarificaddora y adherencia inquebrantable a los hechos encubre una astringente tendencia subyacente a la melancolía, una mezcla de nostalgia y falta de hogar". Krik? Krak! es una colección de cuentos de mujeres en Haití, sus pruebas y tribulaciones, El Washington Post Book World lo llamó: "virtualmente impecable. Si las noticias de Haití son tan dolorosas de leer, leer este libro en cambio y entender el lugar  más profundamente de lo que nunca pensaste posible." Finalmente, Respiración, Ojos, Memoria fue la primera novela de Danticat. Cuenta la historia de una chica, un hija de la violación, que se mueve de Haití a la Ciudad de Nueva York y descubre la traumática experiencia que su madre soportó, y que muchas otras mujeres soportaron. Este libro estuvo escogido para el Club de Libro de Oprah en 2008 y también recibió cuatro de cinco estrellas en Goodreads. Oprah dijo tenía "un imaginario vibrante y gracia narrativa que dan testimonio del sufrimiento y el coraje de las personas."

### Libros
- Respiración, Ojos, Memoria (novela, 1994)
- Krik? Krak! (Historias, 1996)
- La Agricultura de Huesos (novela, 1998)
- Detrás de las Montañas (novela de adulto joven, 2002, parte de la serie Primera Ficción de Persona
- Después del Baile: Un Paseo A través de Carnaval en Jacmel, Haití (libro de viaje, 2002)
- El Quebrantador (novel-en-historias,2004)
- Anacaona: Flor dorada, Haití, 1490 (novela de adulto joven, 2005, parte de la serie de Diarios Reales)
- Hermano,  estoy Muriendo (memoir/crítica social, 2007)
- La manera de la Mariposa (editor de antología)
- Crear Peligrosamente: El Artista Migrante en el Trabajo (colección de ensayo, 2010)
- Ocho Días: Una Historia de Haití (libro de cuadro, 2010)
- Vida de tienda: Haití (colaborador de ensayo, 2011)
- Haití Negro (editor de antología, 2011)
- Mejores ensayos americanos, 2011 (editor de antología, octubre de 2011)
- El Último Mapou (la novela de los niños, enero de 2013)
- Claire de la Luz de Mar (novela, agosto de 2013)
- Haití Negro 2: Los clásicos (editor de antología, enero de 2014)
- El Ruiseñor de Mama (libro de cuadro, septiembre de 2015)
- Untwine (Novela de adulto joven, octubre de 2015)
- El Arte de Muerte (biografía, julio de 2017)
- Mi Mommy Medicina (libro de cuadro, febrero de 2019)
- Todo Dentro (agosto de historias 2019)

### Cuentos
- «The Book of the Dead». The New Yorker: 194-. 21 de junio de 1999.
- «Ghosts». The New Yorker 84 (38): 108-113. 24 de noviembre de 2008. Consultado el 16 de abril de 2009.
- «Quality Control». The Washington Post. 14 de noviembre de 2014. Consultado el 31 de enero de 2015.

### Películas
- Poto Mitan – Escritora/Narradora, 2009
- Girl Rising (Haití) – Escritora, 2013[40]

## Otras lecturas
- Alexander, Simone Un. James. "M/Othering La Nación: los cuerpos de las mujeres Como Nacionalistas Trope En Edwidge Danticat  Respiración, Ojos, Memoria." Revisión americana africana 44.3 (2011): 373@–390.
- Bellamy, Maria Arroz. "Más de Hunter O Presa: Dualidad Y Memoria Traumática En Edwidge Danticat es El Quebrantador." MELUS: La Revista de la Sociedad para el Estudio del Multi-Literatura Étnica de los Estados Unidos 37.1 (2012): 177@–197.
- Burchell, Eileen. "Cuando la hija de Mi Madre: Memoria de Ojos de la Respiración por Edwidge Danticat". Mujeres en Literatura: Lectura a través de la Lente de Género. Fisher, J., & E. Silber (eds). Connecticut: Greenwood Prensa, 2003
- Counihan, Clare. "Deseando Diáspora: 'Testaje' Las Fronteras De Identidad Nacional En Edwidge Danticat  Respiración, Ojos, Memoria". Hacha pequeña: Una Revista de Caribe de Crítica 37 (2012): 36@–52.
- Pizca, J. Michael. "Danticat Y Sus Precursores haitianos." Edwidge Danticat: La guía de un Lector. Charlottesville: University of Virginia, 2010. 26@–38. Impresión.
- Hewitt, Heather. "En el Crossroads: Incapacidad y Trauma en La Agricultura de Huesos." MELUS. 31.3 (2006): 123@–145. Impresión.
- Machado Sáez, Elena (2015), «Dictating Diaspora: Gendering Postcolonial Violence in Junot Díaz and Edwidge Danticat», Market Aesthetics: The Purchase of the Past in Caribbean Diasporic Fiction, Charlottesville: University of Virginia Press, ISBN 978-0-8139-3705-2.
- Marouan, M. (2013). Brujas, Diosas, y Espíritus Enojados: La política de espiritual liberation en la ficción de mujeres de diáspora africana. Colón: Ohio Prensa Universitaria Estatal.
- Martin, W. Todd. "'Nombrando' Sebastian: Celebrando Hombres en Edwidge Danticat es La Agricultura de Huesos." Atenea (AteneaPR) 28.1 (2008): 65@–74. Web. MLA. Universidad de Maryland Parque Universitario Lib., Parque Universitario, MD, 24 de octubre de 2013
- Nesbitt, Nick. "Diasporic Política: Danticat  Trabajos Cortos." Edwidge Danticat: La guía de un Lector. Ed. Martin Munro. Charlottesville: University of Virginia, 2010. 73@–85. Impresión
- Rosello, Mireile. "Marassa Con Una Diferencia". Edwidge Danticat: La guía de un Lector. Munro, Martin, ed. Charlottesville: Prensa de University of Virginia, 2010
- Samway, Patrick, S. J. "Un Viaje De vuelta a casa: Edwidge Danticat  Fictional Paisajes, Mindscapes, Genescapes, y Signscapes en Respiración, Ojos, Memoria". La Revista de Culturas Del sur 57.1 (2003@–2004 Invierno): 75@–83. Misisipi Trimestral. Web. MLA. Universidad de Maryland Parque Universitario Lib., Parque Universitario, MD, 24 de octubre de 2013